# Поздрав бојама
Поздрав бојама (енгл. Trooping the Colour) је свечаност које изводе пукови британске војске и војски Комонвелта. Она је традиција британских пешадијских пукова још од 17. века, иако њени корени иду уназад много даље. Церемонија потиче од припрема за рат, када су све заставе ширене на једном месту и показиване војницима како би их препознали у метежу током сукоба. На ратиштима су се пуковске боје или заставе, користиле као место окупљања војника. Сходно томе, заставници пукова би полако марширали са својим бојама између редова војника како би омогућили војницима да препознају боје својих пукова.
Од 1748. на свечаности Поздрав бојама се такође обележава званични рођендан британског суверена. Свечаност се одржава једном годишње у Лондону у једној суботи у јуну на Гардијском коњичком мањежу у парку светог Џејмса. Такође се поклапа се са објављивањем списка рођенданских почасти. Међу публиком су се налази британска краљевска породица, позвани гости, особе са пропусницама и шира јавност. Ову живописну свечаност, такође познати и као парада за краљичин рођендан, уживо преноси BBC.
Краљица путује низ Мел од Бакингемске палате у краљевској поворци, а суверена прати коњица (коњичке јединице или коњичка гарда). Након што јој салутирају, она прегледа своје трупе из Домаће дивизије, пешадијске и коњичке гарде и Краљевих трупа коњичке артиљерије. Сваке године се бира један пешадијски пук да парадира са својим бојама између редова гардиста. Затим цела Домаћинска дивизија маршира поред краљице и салутира јој. Ако парадирају са својим топовима, Краљеве трупе имају предност над коњичким јединицама које пролазе марширајући и касом.
Музика обезбеђу прикипљени беднови пешадијских и коњичких гардиста, заједно са Корпусом добошара и повремено са фрулашима и укупно се ту налази око 400 музичара.
Вративши се у Бакингемску палату, краљица гледа даље парадни марш ван капија. Након плотуна из 41 топа које испале Краљеве трупе у Грин парку, краљица води краљевску породицу на балкон палате да посматрају прелетање авиона Краљевског ратног ваздухопловства.